# Oringa Menabuoi
Oringa Menabuoi, in religione Cristiana da Santa Croce (Santa Croce sull'Arno, 1240 circa – Santa Croce sull'Arno, 4 gennaio 1310), è stata una religiosa italiana.
Fondatrice del monastero agostiniano di Santa Croce, il suo culto come beata è stato confermato da papa Pio VI nel 1776.

## Biografia
Mostrò una certa inclinazione alla vita religiosa sin dalla fanciullezza. Rimasta orfana, per evitare che i fratelli la promettessero in sposa contro la sua volontà, fuggì di casa e si rifugiò a Lucca, dove si mise a servizio di un ricco signore. Si recò poi in pellegrinaggio nel santuario di san Michele sul Gargano e al ritorno si stabilì, per un certo periodo, a Roma. Dopo un pellegrinaggio sulla tomba di san Francesco ad Assisi, decise di ritornare nel suo paese di origine per fondarvi una comunità religiosa.
Il 24 dicembre 1279, insieme con alcune compagne, diede inizio al monastero di Santa Maria Novella, posto sotto la regola di sant'Agostino. Ammalatasi, trascorse l'ultimo periodo della sua vita tra grandi sofferenze: morì nel 1310.

## Il culto
Fu sepolta nella chiesa del suo monastero e la sua tomba divenne subito meta di pellegrinaggio. La città di Santa Croce sull'Arno la elesse sua patrona, dichiarò giorno festivo il suo dies natalis e la fece raffigurare sul gonfalone comunale.
Da una lettera del 1587 di Alessandro Guidiccioni, vescovo di Lucca, pare che già papa Sisto V avesse riconosciuto il culto tributato ab immemorabili alla fondatrice. Papa Pio VI, con decreto del 15 giugno 1776, ne confermò formalmente il culto con il titolo di beata.
Il suo elogio si legge nel martirologio romano al 4 gennaio.